# Konnex Records
Konnex Records ist ein 1984 in Berlin gegründetes, auf Jazz spezialisiertes Tonträgerunternehmen, das von Manfred Schieck († 2016) gegründet und geleitet wurde.

## Geschichte
Schiecks Label widmet sich dem zeitgenössischen Jazz. Zunächst nahm er britische Musiker wie John Stevens, Trevor Watts, Keith Tippett, Ken Hyder oder Allan Holdsworth auf, deren Arbeit Mitte der 1970er Jahre sehr schlecht dokumentiert war; hinzu kamen Zbigniew Namysłowski, Toto Blanke und Klaus Lenz. Der Name des ursprünglichen Labels Vinyl wurde aus urheberrechtlichen Gründen zu View verändert.
1984 gründete Schieck als zweites Label Konnex Records, das zum Dach für seine Aktivitäten wurde. Dabei nahm er nicht nur Aufnahmen etablierter Musiker wie Charlie Mariano, Sonny Fortune, Peter Brötzmann, Anthony Braxton, Tony Oxley, Ingrid Sertso, Christoph Spendel oder Cecil Taylor und die Projekte von Ali Haurand in sein Programm, sondern widmete sich auch dem Nachwuchs, beispielsweise Holger Mantey, Achim Kaufmann, Henriette Müller, Felix Wahnschaffe, Kim Efert, Pascal Niggenkemper oder Carl Ludwig Hübsch. Das Label widmete sich auch dem Übergang in die Improvisationsmusik, wie Alben von Jon Rose, John Blum oder Antonis Anissegos belegen.
Konnex Records nutzte statt View ebenfalls 1984 gegründete Sublabel, um gezielt bestimmte Genres zu vermarkten: Während auf Dossier Techno und Industrial veröffentlicht wurde, widmete sich Atonal der Avantgarde; dort erschienen beispielsweise Art Zoyd, aber auch Pianist David Tudor, dessen Album David Tudor Plays Cage and Tudor (1993) sich mit 3.000 verkauften Exemplaren recht erfolgreich für dieses Genre entwickelte.

## Lexikalische Einträge
- Jürgen Wölfer: Jazz in Deutschland. Das Lexikon. Alle Musiker und Plattenfirmen von 1920 bis heute. Hannibal, Höfen 2008, ISBN 978-3-85445-274-4.